# Récession du début des années 1980
La récession du début des années 1980 est le nom donné à une période de grande récession économique mondiale affectant de nombreux pays développés à la fin des années 1970 et au début des années 1980. Elle est particulièrement sévère aux États-Unis, après le « choc Volcker » déclenché par le président de la banque centrale des Etats-Unis Paul Volcker pour casser l'inflation générée par le second choc pétrolier de la fin 1979, mais aussi en Angleterre, où la production industrielle a chuté en 1982 de 10 %.
Ces deux pays et le Japon sont sortis de cette récession relativement tôt, mais un chômage élevé continuera d'affecter de nombreux pays de l'OCDE jusqu'en 1985. Les effets à long terme de cette période de récession ont contribué à la crise de la dette des pays en voie de développement, puis un peu plus tard à la crise des Savings and loan aux États-Unis et à l'adoption générale des politiques économiques néolibérales tout au long des années 1980 et 1990.

## Déroulement et impacts par pays

### En France

#### Ralentissement prononcé (1980-1981)
La France voit sa croissance économique ralentir fortement à partir de 1980 qui est la plus mauvaise année depuis la récession de 1975. Après un second semestre 1979 vigoureux, l'économie se retourne au 2e trimestre 1980 avec une demande intérieure et des exportations en berne.
Au même moment, l'inflation, portée par le contexte du deuxième choc pétrolier atteint à nouveau des sommets en 1980 et 1981 où elle dépasse les 13 % par année. Cependant contrairement à la majorité des grands pays industrialisés, la France échappe à la récession stricto sensu puisque son produit intérieur brut continue de croître (certes à un rythme très modéré) dans la première partie des années 1980.

#### Politique de relance (1981-1983)
| Évolution du PIB en volume                    | Évolution du PIB en volume |
| --------------------------------------------- | -------------------------- |
| 1979                                          | 3,6 %                      |
| 1980                                          | 1,6 %                      |
| 1981                                          | 1,1 %                      |
| 1982                                          | 2,5 %                      |
| 1983                                          | 1,3 %                      |
| 1984                                          | 1,5 %                      |
| Nombre de demandeurs d'emplois au sens du BIT |                            |
| octobre 1980                                  | 1 589 000                  |
| octobre 1981                                  | 1 895 000                  |
| mars 1982                                     | 1 786 000                  |
| mars 1983                                     | 1 892 000                  |
| mars 1984                                     | 2 240 000                  |
| mars 1985                                     | 2 429 000                  |

L'élection de François Mitterrand le 10 mai 1981 amène à un revirement total de politique économique. À la rigueur gestionnaire et à une certaine forme de libéralisme (tel la libération des prix par René Monory) du gouvernent Barre succède l'application des 110 propositions de François Mitterrand qui comportent notamment tout un volet social (passage aux 39 heures, retraite à 60 ans) et un plan de relance massif pour tenter de relancer la croissance économique. Ces mesures sociales creusent massivement le déficit public et dégradent la compétitivité de la France sur le plan international. La croissance connaît un léger rebond en 1982 (+ 2,5 %) et la France enregistre la meilleure performance de l'OCDE (hors Japon). Le répit est de courte durée et la croissance s'affaisse fortement dès 1983.
Malheureusement, cette croissance est portée quasi exclusivement par la consommation des ménages et non l'investissement des entreprises. Ainsi, la croissance française profite principalement aux produits importés ce qui creuse massivement le déficit commercial de la France qui double presque (+ 87 %) entre 1981 et 1982 passant de 50 à 93 milliards de francs. Parallèlement, la politique sociale du nouveau gouvernement creuse massivement les déficits. Le dernier budget du gouvernement Barre (pour 1980) affichait un déficit quasi nul (0,4 % du PIB), il passe à 2,4 % du PIB en 1981 puis 2,8 % en 1982 un niveau égalant le record de 1975.
Le chômage continue de croître sans interruption au cours de cette période. Entre octobre 1980 et octobre 1981, le nombre de chômeurs au sens du BIT passe de 1 589 100 à 1 895 000 soit une augmentation de 19,3 %. C'est surtout le chômage de longue durée qui augmente fortement et la durée moyenne de recherche d'emploi passe de 10,1 à 10,7 mois sur la période. La dégradation se poursuit ensuite sans discontinuer jusqu'en 1985.
C'est surtout la chute de l'emploi industriel qui entraîne la hausse du nombre de demandeurs d'emplois sur la période. Ainsi, si le chômage des cadres et professions intellectuelles demeure faible (il baisse même entre 1982 et 1984), le chômage des ouvriers passe de 7,9 à 10,9 % sur la même période,,.

#### Tournant de la rigueur et désinflation compétitive (1983-1985)
Face à la dégradation des principaux indicateurs économiques et malgré les multiples dévaluations du franc, le gouvernement Mauroy décide d'un revirement total de politique en 1983, moment historique appelé Tournant de la rigueur. Ce revirement inclut notamment la politique de « désinflation compétitive » qui s'avère efficace : l'importante inflation que connaît la France depuis le premier choc pétrolier est largement réduite à partir de 1985. Il faudra pourtant à la France attendre 1985-1986 pour voir ses principaux indicateurs s'améliorer.
Face à la lutte contre le chômage, le gouvernement Fabius (qui succède au gouvernement Mauroy) instaure les travaux d'utilité collective (TUC) qui sont des emplois aidés à destination des jeunes. Le nombre de contrats en application en mars 1985 était de 190 000. De fait, le nombre de demandeurs d'emplois de moins de 25 ans qui avait fortement augmenté en 1983-1984 se réduit au cours de l'année 1985.

### Au Canada
- Périodes de récession

Le taux de chômage reste stable lors du premier épisode récessif mais augmente nettement lors du deuxième épisode.
Périodes de récessionGouvernement en place
Parti libéral
Parti progressiste-conservateur

#### Contexte
Au début des années 1980, l'économie canadienne connaît une inflation plus forte, des taux d'intérêt et de chômage plus élevés qu'aux États-Unis. Le taux directeur de la Banque du Canada atteignit ainsi 21 % en août 1981 alors que l'inflation dépassait les 12 %. Cette période inflationniste a poussé les Canadiens à investir dans le marché immobilier ou des placements indexés sur l'inflation pour se protéger.
L'inflation de cette période a également déconcentré les entreprises canadiennes : plutôt que de se concentrer sur l'innovation, la maîtrise des coûts et l'amélioration de la productivité, elles ont tenté de tirer profit de la conjoncture inflationniste. Ainsi, la plupart ont reporté l'application des mesures nécessaires pour répondre aux changements technologiques et l'intensification de la compétition internationale.

#### Déroulement
Comme la plupart des pays du G7, le Canada connaît deux épisodes récessifs distinct,:
- Le premier, de relativement faible intensité, dure 5 mois, de février à juin 1980 ;
- Le second, beaucoup plus profond et long, s'étend sur 17 mois entre juillet 1981 et octobre 1982.

Le marché de l'emploi resta relativement solide pendant le premier épisode et redémarra rapidement à partir de juillet 1980. L'économie canadienne performe bien jusqu'en juin 1981, mois où les indicateurs de production et d'emploi atteignent un pic et commencent une chute prononcée qui ne s'interrompt qu'en octobre 1982 pour le PIB et novembre 1982 pour l'emploi, marquant la plus forte contraction enregistrée au Canada depuis les années 1930.

#### Impact économique
La récession au Canada affecta la quasi-totalité de la population : la dégradation de la conjoncture faisant fortement augmenter le taux de chômage au début des années 1980. Après plusieurs années autour de 7,5 % il passe brutalement à 11 % au cours de l'année 1982 puis atteint 12 % en moyenne pour l'année 1983. Le taux de chômage atteint un pic à 13,1 % à l'échelle nationale en décembre 1982.

#### Impact social
La récession économique aura un effet néfaste sur le comportement des citoyens canadiens, approchant de l'Halloween, de nombreuses familles commenceront à décorer leur maison pour la première fois en suivant le modèle américain. La récession est reconnue comme l'élément déclencheur en ce qui concerne la pratique moderne de la fête d'Halloween telle qu'on la connaît[source détournée].

### Aux États-Unis

#### Reprise économique
| Évolution du PIB en volume | Évolution du PIB en volume |
| -------------------------- | -------------------------- |
| 1979                       | 3,2 %                      |
| 1980                       | −0,2 %                     |
| 1981                       | 2,6 %                      |
| 1982                       | −1,9 %                     |
| 1983                       | 4,6 %                      |
| 1984                       | 7,3 %                      |

Après une période de difficultés économiques marquées par deux récessions successives de janvier 1980 à la juillet 1980 puis une longue récession de 16 mois entre juillet 1981 et novembre 1982, les États-Unis enregistrent un rebond vigoureux de leur économie à partir de 1983. La production industrielle marque ainsi une nette hausse tout au long de l'année 1983 (+1,6 % en janvier 1983, puis 2,1 % en avril et 1,5 % en septembre) et l'industrie automobile bénéficie notamment d'une nette amélioration de sa situation avec des ventes en très nettes hausses (+ 40 % à la mi-1983 par rapport à 1982).
C'est surtout l'embellie sur le front du chômage qui témoigne du retournement de la conjoncture : après avoir culminé à 10,8 % en novembre 1982 il redescend rapidement pour attendre 8,3 % en décembre 1983 puis se stabilise autour de 7,5 % au cours de l'année 1984. Le chômage reste cependant significativement plus élevé qu'en 1978-1979 (où il était aux alentours de 6 %).